# Chimarra garciai
Chimarra garciai är en nattsländeart som beskrevs av Lazar Botosaneanu 1980. Chimarra garciai ingår i släktet Chimarra och familjen stengömmenattsländor. Inga underarter finns listade i Catalogue of Life.